# Gustavo Marin
Pour les articles homonymes, voir Marin.
Gustavo Marin (né en 1950), économiste et sociologue franco-chilien, est connu notamment pour son rôle clef dans la création et le développement du réseau international de longue date, l'Alliance pour un monde responsable, pluriel et solidaire. Depuis 2007, il dirige un forum de réflexion et de propositions sur la gouvernance mondiale, le Forum pour une nouvelle Gouvernance Mondiale (FnGM).

## Prisonnier politique sous le régime de Pinochet au Chili
Né le 24 avril 1950  à Antofagasta, au nord du Chili, Gustavo Marin est aujourd'hui marié et a quatre enfants. 
D’origine Quetchua et aymara, il étudie à l’École de Sociologie de l’Université catholique jusqu’en 1970. Il arrête ses études pour aller vivre avec le peuple Mapuche au Sud du Chili où il est l’un des principaux organisateurs d’un vaste mouvement pour la récupération de la terre usurpée par les colons aux communautés mapuche. II résiste au coup militaire mené par Augusto Pinochet le 11 septembre 1973 et il s’est maintenu dans la clandestinité jusqu'en avril 1974, quand il a été capturé par les services de renseignements militaires. Il reste plusieurs mois dans les prisons secrètes de la dictature et est condamné à 20 ans de prison par un tribunal militaire. Il est adopté par Amnesty International et d’autres organisations de défense des droits de l’Homme, ce qui rend possible son expulsion vers la France en novembre 1976.

## Réfugié politique en France
Réfugié politique en France en 1977, il travaille comme ouvrier installateur de téléphones, menant de front ses études supérieures pour obtenir un Doctorat en Économie Politique de l’Université Paris 8. De 1983 à 1986, il travaille au Département Développement de la CIMADE. Fin 1986, il retourne au Chili en passant par l’Argentine. Il y est Coordonnateur du PRIES-CONO SUR, Programme régional de recherche socioéconomique réunissant des centres de recherches, des universités, des syndicats, des ONG d’Argentine, du Chili, du Brésil et d'Uruguay.

## Publications
- Dictionnaire de la gouvernance mondiale (avec A. Blin), Éditions Nuvis, 2015 (Original en espagnol Diccionario del Poder Mundial Editorial Aún Creemos en los Sueños (Chili), 2013)

Pendant 1988 et 1998 il publie :
- Los grupos transnacionales y la crisis, Editorial Nueva América, Buenos Aires, 1988[2]
- Estado autoritario, deuda externa y grupos económicos, en collaboration avec Patricio Rozas, Ediciones Chile América CESOC, Santiago, 1988.
- El endeudamiento bancario de los grupos económicos, su incidencia en la crisis de pagos y las políticas des Estado de Chile, with Patricio Rozas, PRIES CONO SUR, Santiago, 1988[3].
- El mapa de la extrema riqueza: 10 años después, en collaboration avec Patricio Rozas, Ediciones Chile América CESOC, Santiago, 1989[4]
- "Chile Hacia el Siglo XXI: Crisis del Capitalismo y Recomposición de las clases sociales", Documentos de Trabajo no. 43, PRIES CONO SUR, Santiago, 1991[5].

Ces œuvres sont largement citées comme sources dans divers travaux universitaires et autres (voir notes en bas de page).

## Un réseau international de solidarité et le Forum social mondial
De retour en France, il travaille depuis 1992 en tant que Responsable du programme Avenir de la planète à la Fondation Charles Léopold Mayer pour le progrès de l'Homme, fondation suisse indépendante basée à Paris. Depuis 2002 il est Responsable de programmes à la même fondation. Il est l’un des organisateurs de l’Alliance pour un monde responsable, pluriel et solidaire et membre fondateur du Conseil international du Forum social mondial.

## Publication internationale de ses récits personnels et politiques
Son livre de récits personnels et politiques Los Relatos de José Peralta, a été publié au Chili par Ediciones Tiempo Nuevo en 2003 et réédité par Ediciones AYUN en 2009. Il a été traduit :
- en portugais et publié au Brésil par Escrituras en 2003
- en anglais et publié en Inde par Pipal Tree en 2004 sous le titre Singing in the Prison Shower
- en chinois publié par Xinhua Press en 2006 et
- en français publié au Maroc par Tarik Éditions en 2007 sous le titre Résistance et Espoir au Chili 1973 - 2007.

## Autres activités et un forum de réflexion et de propositions sur la gouvernance mondiale
Gustavo Marin a organisé des séminaires et conférences sur des thèmes concernant la démocratie, la société civile et la gouvernance notamment en Chine, Inde, Iran, Liban, Mauritanie, Rwanda, Afrique du Sud, Brésil, Chili, Colombie, Mexique, France, Espagne.
Fin 2007, avec Arnaud Blin, il lance le Forum pour une nouvelle Gouvernance Mondiale (FnGM), dont il est directeur jusqu'en avril 2015. Il publie plus de trente Cahiers de Propositions et avec Arnaud Blin et une dizaine de collaborateurs il est co-auteur du Dictionnario del Poder Mundial, publié en espagnol par l'édition chilienne du Monde Diplomatique et en français par les éditions Nuvis sous le titre Dictionnaire de la gouvernance mondiale.